# Massimo Fochi
Massimo Fochi (Parma, 11 dicembre 1964) è un ex giocatore di baseball e dirigente sportivo italiano.
Basandosi sui dati rilasciati dalla IBAF - International Baseball Federation, Massimo Fochi può essere ritenuto uno dei giocatori più vincenti della storia del baseball italiano.
Con 196 fuoricampo detiene il terzo posto di tutti i tempi in questa classifica, fra i giocatori del campionato italiano ed è il primo assoluto fra gli interni, ossia giocatori di prima base, seconda base, terza base e interbase.
Nel 2006 è stata ritirata dalla società di Parma la sua maglia #22.

## Biografia da giocatore
Dopo gli anni delle giovanili a Parma, a 20 anni ha fatto il proprio esordio in serie A1 nel 1984 con la maglia della stessa 1949 Parma Baseball Club .
Nella stessa compagine ducale ha giocato per tutta la propria carriera, concludendo la stessa nel 2003 dopo aver disputato 1015 partite in serie A1 .
Nel proprio palmares vanta 6 scudetti e 9 Coppe dei Campioni .
Pur avendo cifre di valore come battitore, viene ricordato anche come un ottimo lanciatore con 637 strikeout nel massimo campionato italiano.
Il ruolo dove è stato però schierato più volte nella sua carriera è stato quello di seconda base.
Con la Nazionale Italiana ha disputato 93 partite  e ha partecipato a 3 Olimpiadi: Los Angeles 1984, Barcellona 1992 e Atlanta 1996 . Nella prima edizione cui ha partecipato è risultato il lanciatore vincente della prima storica vittoria in questa manifestazione contro la Repubblica Domenicana, una delle nazionali più forti a livello mondiale.
Ha partecipato anche a 5 mondiali e 5 europei, vincendo l’edizione del 1991 disputata in Italia. Nel corso di questa manifestazione è stato anche premiato come MVP, maggior realizzatore di fuoricampo e punti battuti a casa .
Sempre nel 1991 è stato uno dei protagonisti, a Nettuno, della qualificazione olimpica che l'enciclopedia Treccani ha definito storica per il livello delle partecipanti.

## Biografia da dirigente sportivo
Una volta terminato di giocare, è diventato dirigente della compagine parmigiana. Attualmente ricopre il ruolo di General Manager.
Nel 2021 e 2022, sotto la sua guida da general manager, la società ha conquistato la sua quattordicesima e quindicesima Coppa dei Campioni.
Ha anche ricoperto anche quella di vice-presidente della FIBS - Federazione Italiana Baseball Softball per 14 anni, dal 2001 al 2016.
Dal 2005 al 2008 è stato membro della commissione atleti della Federazione Mondiale IBAF.
Nel 2009 ha fatto parte dell'organizzazione dei Mondiali in Italia
In ambito cittadino, è stato nel 2017 è stato nominato presidente della Fondazione Sport Parma